# Grace Bullen
Grace Bullen, född 7 februari 1997 i Eritrea, en norsk brottare som tävlar i fristil.

## Karriär
Bullen tog silver vid världsmästerskapen i brottning 2022. Hon tog brons vid världsmästerskapen i brottning 2023. Vid europamästerskapen tog hon guld 2024.